# از عشق روشن شو
از عشق روشن شو یا از عشق باخبر شو (به انگلیسی: Turn on to Love) یک فیلم سینمایی آمریکایی محصول سال ۱۹۶۹ میلادی به کارگردانی جان جی آویلدسن است. بازیگران اصلی این فیلم شارون کنت ، ریچارد میشلز، و لوئیجی مسترونینی است.
این فیلم نخستین تجربه کارگردانی آویلدسن در سینما است.

## داستان
یک زن خانه‌دار در دهکده لیبرال گرینویچ، جایی که با هیپی‌ها و یک فیلمساز ایتالیایی درگیر می‌شود. 
| « | [ ۱ ] | » |